# Lia Gama
Lia Gama, geborene Maria Isilda Gama Gil (* 28. Mai 1944 in Barroca) ist eine portugiesische Film-, Theater- und Fernseh-Schauspielerin.
Nachdem sie in zahlreichen Theater- und Filmrollen in Schüben in den 1970er, 1980er und 1990er Jahren bekannt wurde, war sie in den letzten Jahren besonders mit Rollen in Telenovelas und Fernsehserien präsent, ist aber auch als Gast in Unterhaltungsshows und als gelegentliche Sängerin in ihrem Land bekannt.

## Leben
Lia Gama kam als Kind nach Lissabon und besuchte hier das Liceu. Als 16-Jährige kam sie erstmals mit dem Theater in Berührung, als sie Margaritas im Foyer des Teatro Monumental verkaufte, die hier passend zum Stück A Margarida da Rua angeboten wurden. Drei Jahre später, 1963, stand sie erstmals selbst auf der Bühne, in M. Santos Carvalhos Inszenierung der Komödie Vamos Contar Mentiras. Mit dem Stück ging das Ensemble, mit Raul Solnado und Florbela Queiroz in den Hauptrollen, auf Tour.
1965 ging sie nach Frankreich, wo sie bei René Simon in Paris Schauspielunterricht nahm und nach ihrer Rückkehr ans Lissabonner Teatro Estúdio ging. Dort stand sie bis 1966 in einer Reihe Inszenierungen von Luzia Maria Martins auf der Bühne, nach Jean Anouilhs Pobre Bitô (dt. Titel: „Armer Bitos oder Das Diner der Köpfe“) folgten drei Stücken von Prista Monteiro, A Família Sam von Peter Ustinov und Peter Shaffers Exercício para Cinco Dedos (dt. Titel: „Fünffingerübung“).
Regisseur António de Macedo holte sie 1967 zum Portugiesischen Kino und gab ihr eine erste Filmrolle, in Sete Balas Para Selma. Im gleichen Jahr wechselte sie zum Ensemble des Teatro Experimental in Cascais, wo sie in mehreren Inszenierungen von Carlos Avilez spielte, bis sie 1968 zum Revuetheater wechselte. 1970 unterbrach sie ihre Karriere, heiratete und bekam ein Kind.
Ab 1972 kehrte sie zum Theater zurück und überzeugte in einer Reihe bedeutender Inszenierungen, darunter 1973 an der Casa da Comédia unter João Lourenço und von 1974 bis 1976 am Teatro da Cornucópia unter Luís Miguel Cintra und Jorge Silva Melo. Als nunmehr etablierte und renommierte Schauspielerin trat sie in einer Vielzahl Stücken an den verschiedensten Häusern auf, in Inszenierungen von Namen wie Ricardo Pais, Jorge Listopad, Fernando Gusmão, João Mota und Juvenal Garcês, mit anhaltendem Erfolg.
Nachdem sie für ihre zahlreichen Rollen in kleineren Filme bereits die Anerkennung der Cineasten erhalten hatte und 1978 ihre erste Hauptrolle spielte (in Eduardo Geadas A Santa Aliança), kam sie mit ihrer komischen Darstellung der erfolglosen Sängerin Pepsi-Rita im Publikumserfolg Kilas, o Mau da Fita von Regisseur José Fonseca e Costa dann auch beim breiten Publikum an. In Fernando Lopes Erfolgsfilm Crónica dos Bons Malandros überzeugte sie 1984 Publikum und Kritik erneut in einer komischen Rolle. Gelegentlich enttäuschte sie aber auch die Kritiker, zu sehr schien die Überzeugungskraft ihrer Darstellungen von der Führung durch den jeweiligen Regisseur abzuhängen.
1990 ging sie zurück ans Teatro Experimental in Cascais, wo sie erneut unter Regie von Carlos Avilez spielte, zunächst in Shakespeares „König Lear“ und 1991 in Miguel Roviscos A Lua Desconhecida und Bernardo Santarenos O Pecado de João Agonia. Danach legte sie eine Pause von drei Jahren ein, bis sie ab 1994 wieder besonders häufig auf der Theaterbühnen stand, in den verschiedensten Häusern im ganzen Land, beginnend in Filipe La Férias Aufführung von As Fúrias (eine Bearbeitung von Agustina Bessa-Luís’ Roman von 1977) im Teatro Nacional D. Maria II. Im Folgejahr (1995) begeisterte sie die Kritik in der erfolgreichen Inszenierung Jorge Silva Melos seines eigenen Stückes António, Um Rapaz de Lisboa im Großen Auditorium der Gulbenkian-Stiftung. 1996 stand sie u. a. im Theatro Circo in Braga in Rui Madeiras Inszenierung von Brechts „Lux in Tenebris“ auf der Bühne, für António Feio in Neil Simons „Lost in Yonkers“ im kleinen Auditorium des Centro Cultural de Belém (CCB) in Lissabon und für Adriano Luz in David Mamets „Edmond“ im Teatro Nacional D. Maria II.
1997 tourte sie mit dem Ensemble des Teatro ao Lago und dem Stück Salomé von Paddy Fletcher (Regie Stephen Johnston), 1998 kehrte sie ins kleine Auditorium des CCB nach Lissabon zurück, wo sie in Solveig Nordlunds Inszenierung von Lars Noréns A Noite é Mãe do Dia („Nacht, Mutter des Tages“) auftrat. Danach tourte sie mit Liedern Brechts (Regie Jorge Sila Melo), bevor sie bis 2001 erneut eine Zeit von der Bühne pausierte und häufiger im Kino zu sehen war.
Ähnlich wie im Theater war sie auch für Kino und Fernsehen in Phasen aktiv. Dabei trat sie ab Mitte der 1990er Jahre auch in Comedyserien und Sitcoms und zunehmend auch in Telenovelas und anderen Fernsehserien auf. Für internationale Produktionen stand sie nur gelegentlich vor der Kamera.

## Auszeichnungen
- 1984: Pressepreis (Casa da Imprensa) für ihre Darstellung in Kilas, o Mau da Fita[4]
- Ehrenmedaille 25. April (Tag der Nelkenrevolution) vom portugiesischen Verband der Theaterkritiker (Associação Portuguesa dos Críticos de Teatro)[5]
- 2006: Kultur-Verdienstmedaille (Medalha de Mérito Cultural) des portugiesischen Kulturministeriums[6]
- 2019: Orden des Infanten Dom Henrique im Kommandeursrang am 25. März 2019[7]
- 2021: Prémio Sophia Ehrenpreis[8]

## Filmografie
- 1965: A Menina Feia (Fernsehfilm); R: Pedro Martins
- 1966: A Grande Aventura (Fernsehfilm); R: Pedro Martins
- 1967: Veneno á Sua Volta (Fernsehfilm); R: Pedro Martins
- 1967: Sete Balas Para Selma; R: António de Macedo
- 1967: D. Quixote (Fernsehausstrahlung Theaterstück); R: Carlos Avilez
- 1970: O Cerco; R: António da Cunha Telles
- 1970: Nem Amantes, Nem Amigos; R: Orlando Vitorino
- 1970: Ajax (Fernsehfilm); R: Herlander Peyroteo
- 1973: O Pomar das Cerejeiras (Fernsehfilm); R: Ruy Ferrão
- 1974: Meus Amigos; R: António da Cunha Telles
- 1974: Alves e Companhia (Fernsehfilm), R: Bento Pinto da França
- 1974: Sofia e a Educação Sexual; R: Eduardo Geada
- 1975: O Terror e a Miséria no Terceiro Reich (Fernsehfilm); R: Jorge Listopad
- 1975: Vamos ao Nimas (Kurzfilm); R: Lauro António
- 1975: O Funeral do Patrão; R: Eduardo Geada
- 1976: O Caso Rosenberg (Fernsehfilm), R: Oliveira e Costa
- 1977: Nós por cá Todos Bem; R: Fernando Lopes
- 1978: A Senhora do Cãozinho (Fernsehfilm); R: Jorge Listopad
- 1978: A Santa Aliança; R: Eduardo Geada
- 1978: O Zé-Povinho na Revolução (Kurzfilm); R: Lauro António
- 1978: Nem Pássaro Nem Peixe; R: Solveig Nordlund
- 1978: Porta Fechada (Fernsehfilm); R: Jorge Listopad
- 1978: Das Verhängnis der Liebe (Amor de Perdição) (Fernsehmehrteiler)
- 1978: Viagem para a Felicidade; R: Solveig Nordlund
- 1979: Os Maias (Fernsehmehrteiler)
- 1979: Isto Agora é Outra Louça (Fernsehserie)
- 1979: E não se pode exterminá-lo?; R: Solveig Nordlund
- 1979: Mariana Alcoforado (Kurzfilm); R: Eduardo Geada
- 1979: Histórias Com Pés e Cabeça (Fernsehserie)
- 1980: Oxalá; R: António-Pedro Vasconcelos
- 1980: Kilas, o Mau da Fita; R: José Fonseca e Costa
- 1980: Don Quixote (Fernsehausstrahlung Theaterstück); R: Victor Manuel
- 1981: Francisca; R: Manoel de Oliveira
- 1981: Antes a Sorte Que Tal Morte; R: João Matos Silva
- 1983: Ohne Schatten von Sünde (Sem Sombra de Pecado); R: José Fonseca e Costa
- 1983: Origens (Fernsehserie)
- 1984: Palavras Ditas (Sendereihe, Lyrik-Rezitation), eine Folge (Mulheres - Poesia Portuguesa VI, Gedicht Transmissão de ideologia)
- 1984: Crónica dos Bons Malandros; R: Fernando Lopes
- 1988: Harte Zeiten für unsere Zeiten (Tempos Difíceis); R: João Botelho
- 1988–1989: Sétimo Direito (Fernsehserie)
- 1989: Erros Meus, Má Fortuna, Amor Ardente (Fernsehfilm); R: Jaime Campos
- 1989: A Dança da Morte (Fernsehfilm); R: Jorge Listopad
- 1989: A Birra do Morto (Fernsehfilm); R: Oliveira e Costa
- 1991: Por Mares Nunca Dantes Navegados (Fernsehserie), sieben Folgen
- 1992–1993: Grande Noite (Fernsehserie)
- 1993: Renseignements généraux (franz. Krimiserie), eine Folge (Piège, 1993)
- 1993: A Banqueira do Povo (Fernsehserie), eine Folge (Folge 116)
- 1993 Procura-se (Fernsehmehrteiler),
- 1993: Sozinhos em Casa (Comedyserie), zwei Folgen (Folgen 8 und 16)
- 1994–1995: Cabaret (Fernsehserie), vier Folgen (Folgen 7, 12, 14 und 26)
- 1995: La mal-aimée (Fernsehfilm); R: Bertrand Arthuys
- 1995: Desculpem Qualquer Coisinha (Comedyserie), eine Folge (Folge 18)
- 1995–1996: Queridas e Maduras (Fernsehserie)
- 1996: O Pecado da Mamã; R: Saguenail
- 1997: Polícias (Krimiserie), eine Folge (11. Folge, 2. Staffel)
- 1997: António Lobo Antunes (Dokumentarfilm, Sprechrolle); R: Solveig Nordlund
- 1998: Lissabonner Requiem (Requiem); R: Alain Tanner
- 1998–1999: Uma Casa em Fanicos (Fernsehserie)
- 1999: Portugalmente (Lyrik-Sendereihe), eine Folge (114. Folge, 2. Staffel)
- 1999: Mal; R: Alberto Seixas Santos
- 2000–2001: Ajuste de Contas (Telenovela)
- 2001: Super Pai (Fernsehserie), eine Folge (Segredos e Confusões Part 1)
- 2001: O Processo dos Távoras (Fernsehmehrteiler)
- 2002: Um Estranho em Casa (Fernsehserie), drei Folgen (Perfeito Demais Para Mim, Luas e Girassóis und Mosaico)
- 2002: António, Um Rapaz de Lisboa; R: Jorge Silva Melo
- 2002: Sociedade Anónima (Telenovela), eine Folge (Vergonha)
- 2002: Crónica Feminina (Kurzfilm); R: Gonçalo Luz
- 2002: O Último Beijo (Telenovela)
- 2003: A Mulher que Acreditava ser Presidente dos Estados Unidos da América; R: João Botelho
- 2003: A Filha; R: Solveig Nordlund
- 2003:O Jogo (Fernsehserie)
- 2005: Ninguém Como Tu (Telenovela)
- 2007: dot.com; R: Luís Galvão Teles
- 2006–2007: Morangos com Açúcar (Fernsehserie)
- 2007–2008: Fascínios (Telenovela)
- 2008–2009: Podia Acabar o Mundo (Telenovela)
- 2010: Cidade Despida (Krimiserie), eine Folge (Folge 11)
- 2010–2011: Laços de Sangue (Telenovela)
- 2012: Maternidade (Arztserie), eine Folge (11. Folge der 2. Staffel)
- 2012: Dingo (Kurzfilm); R: Pedro Caeiro
- 2013: Maison close (franz. Fernsehserie), eine Folge (6. Folge der 2. Staffel)
- 2013–2014: Sol de Inverno (Telenovela)
- 2014: Bem-Vindos a Beirais (Telenovela), eine Folge (Ser Feliz)
- 2014: Alto Bairro; R: Rui Simões
- 2015–2016: A Única Mulher (Telenovela)
- 2016–2017: Amor Maior (Telenovela)
- 2017: Índice Médio de Felicidade; R: Joaquim Leitão
- 2018: Raiva; R: Sérgio Tréfaut
- 2017–2018: A Herdeira (Telenovela)
- 2019–2020: Prisioneira (Telenovela)
- 2020–2021: Amar Demais (Telenovela)
- 2022: Km 224; R: António-Pedro Vasconcelos